# Kåre Willoch
Kåre Isaachsen Willoch, född 3 oktober 1928 i Oslo, död 6 december 2021 i Oslo, var en norsk politiker (Høyre). Han var mellan 1981 och 1986 Norges statsminister. Dessförinnan var han 1963 handelsminister i regeringen Lyng och mellan 1965 och 1970 i regeringen Borten. Han var mellan 1957 och 1989 ledamot av Stortinget, mellan 1970 och 1974 partiledare för Høyre och mellan 1989 och 1998 fylkesmann (landshövding) i Oslo och Akershus fylke. 

## Biografi
Willoch växte upp i västra Oslo och tog studentexamen 1947. Dessemellan var han dock under en tid flykting i Uppsala under andra världskriget. Han studerade ekonomi på Universitetet i Oslo där bland andra Trygve Haavelmo och Ragnar Frisch var hans lärare. Han tog universitetsexamen 1953. Hans politiska karriär började 1951 när han blev ledamot av Oslos kommunstyrelse. Han blev parlamentsledamot 1957. 1963 blev han handelsminister i den kortlivade regeringen under John Lyng.
1954 gifte han sig med Anne Marie Jørgensen.

### Statsminister

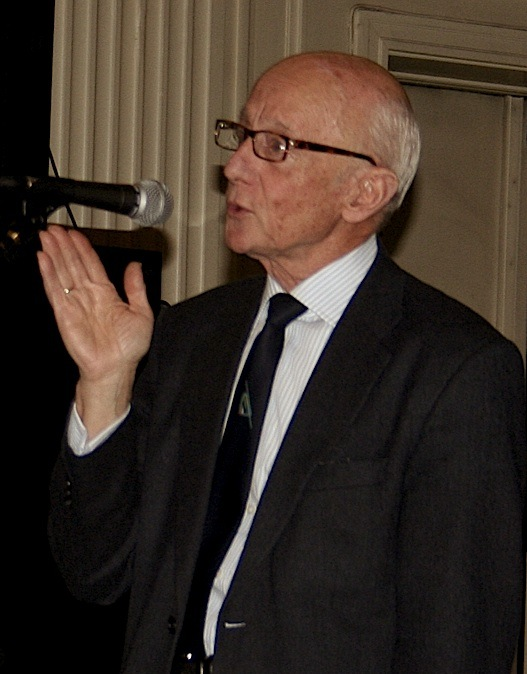
Kåre Willoch

Willochs första regering (regeringen Willoch I) blev en ren Høyre-regering, eftersom Kristelig folkeparti då inte ville medverka på grund av sin inställning till abortlagstiftningen. Sommaren 1983 ombildades emellertid regeringen till en koalition mellan Høyre, Kristelig folkeparti och Senterpartiet (regeringen Willoch II).

### Senare år
Kåre Willoch avled 6 december 2021, vid en ålder av 93 år. Han kommer att tilldelas en statsbegravning.